# 팔금도
팔금도(八禽島)는 전라남도 신안군 팔금면에 위치한 섬이다. 지리적으로 목포에 가까우며, 압해도와 암태도를 연결하는 천사대교가 2019년에 완공 및 개통이 되어 육지와 연결되었다. 이웃 섬인 암태도, 안좌도와는 교량으로 연결되어 있다.